# De motibus dubiis
De motibus dubiis (Περί τῶν άπορῶν κινἠσεων) ist eine medizinische Schrift, die der griechische Arzt Galenos Ende des 2. Jahrhunderts n. Chr. verfasste. Unter diesem lateinischen Namen wird sie im Corpus Medicorum Graecorum/Latinorum aufgeführt.

## Einordnung in das Gesamtwerk

### Kopfzeile
Über 400 Schriften sind mit dem Namen Galen verbunden, wobei allerdings von einem Teil nur Fragmente oder auch nur der Titel bekannt sind. Unter den erhaltenen Werken gehört De motibus dubiis (279 im Corpus Galenicum, auch bezeichnet als De motibus liquidis, De motibus manifestis et obscuris) zu den weniger bekannten. In die Galen-Edition Karl Gottlob Kühns wurde es nicht aufgenommen, und es gab auch sehr lange keine Einzelausgabe. Die Authentizität ist aber, zumindest seit der Entdeckung griechischer Fragmente, gesichert. Das mangelnde Interesse an der Schrift kann darauf beruhen, dass der Fokus nicht auf der ärztlichen Hilfeleistung, sondern auf der wissenschaftlichen Behandlung anatomischer Probleme liegt. Dennoch ist das Werk innerhalb des Corpus Galenicum verankert. Galen zitiert in ihm einige seiner oft edierten und übersetzten Werke mehrfach, zum Beispiel De facultatibus naturalibus, De anatomicis administrationibus, De usu partium. Andererseits bezieht sich Galen in mehreren seiner anderen Werke auf De motiis dubiis.

### Inhalt
(Die folgenden Zitate und Kapitelangaben beziehen sich auf die Übersetzung durch Niccolò da Reggio)
In den ersten Sätzen teilt Galen die Absicht seiner Schrift mit: er will Bewegungen der Lebewesen untersuchen, deren Herkunft und Wirkung nicht klar zu beobachten sind. Hierzu muss zunächst Klarheit über die beobachtbaren Bewegungen, etwa der Arme und Beine gefunden werden. Durch seine Experimente mit lebenden Tieren konnte er feststellen, dass die Muskelbewegung von Nerven initiiert wird (I,10–15) und vom Gehirn (I,15–18) ausgeht. Im Folgenden wird untersucht, inwieweit diese Muskelbewegung willentlich ist oder natürlich (II,5. naturale opus) wie der Herzschlag oder eine Kombination von beiden. Dazu wird auf die Bewegung der Brust beim Atmen, Husten, Lachen (II, III, X) eingegangen, auf den Komplex Wiederkäuen/Erbrechen (VI), auf die Ausscheidungsfunktionen (VII, excretio et urinatio). Galen hält außer der Muskelbewegung weitere Kräfte für möglich, so beim Erbrechen eine explosive Kraft des Magens (VI,12, excretiva ventris virtus) oder beim Lachen die Wirkung des Hörens oder Sehens von etwas Lächerlichem (X,4,5). Im letzten, langen Kapitel XI geht Galen anhand des Komplexes Mund/Rachen/Speiseröhre/Kehlkopf/Magen (os/faringa/transglutio/laringa/venter) noch einmal auf die Möglichkeiten des Erkenntnisgewinns durch die Sektion und Vivisektion bei Tieren ein.

## Textüberlieferung und Wirkung des Textes im Mittelalter

### Griechisch
Von der ursprünglichen griechischen Handschrift, die möglicherweise im 14. Jahrhundert in Konstantinopel noch vorhanden war, haben sich nur Zitate erhalten. C. J. Larrain veröffentlichte 1993 ein größeres Fragment.

### Syrisch/Arabisch
Seit der Machtübernahme der Abbasiden im Kalifat wurden zahlreiche philosophische und wissenschaftliche Werke der griechischen Antike in die Arabische Sprache übersetzt, zum Teil unter Zuhilfenahme bereits vorhandener syrischer Übersetzungen. Zwar liegt eine Gesamtdarstellung der frühen arabischen Medizingeschichte nicht vor, aber über die Rezeption der Werke Galens in der arabischen Welt ist einiges bekannt. So zählte der arabische Gelehrte Hunain ibn Ishāq (arabisch أبو زيد حنين بن إسحاق العبادي, DMG Abū Zaid Ḥunain bin Isḥāq al-ʿIbādī) in seiner Schrift Über die syrischen und arabischen Galen-Übersetzungen 129 Werke Galens auf, die zum größten Teil ins Arabische übersetzt seien, einige von ihm selbst; 47 Über die schwierigen (schwer zu beschreibenden) Bewegungen habe er ins Syrische und Arabische übertragen. Es hat sich nur eine Handschrift (Istanbul, Aya Sofya 3631, Blätter 96–111) erhalten. Vivian Nutton ediert in seinem Buch Galen. On problematic movements den arabischen Text.

### Latein
Der Arzt und Übersetzer Niccolò da Reggio erstellte Anfang des 14. Jahrhunderts nach einem, damals noch vollständig erhaltenen, griechischen Manuskript eine lateinische Übersetzung. Auch sie hat sich nur einmal (Vatican, Palatinus latinus 1211, fos. 57–61) erhalten und wurde in das Buch Vivian Nuttons zusammen mit einer Übersetzung in die englische Sprache aufgenommen.
Weiter verbreitet war die Übersetzung des Marcus von Toledo aus dem Arabischen in die lateinischen Sprache. Marcus von Toledo, dessen Studienort der Medizin nicht bekannt ist, übersetzte im Rahmen der Übersetzerschule von Toledo mehrere Texte Galens (belegt ist Liber de tactu pulsus) und ist damit in der Tradition früherer Übersetzer – auch – medizinischer Texte wie Isaak Judaeus und Gerhard von Cremona. Der Text war im mittelalterlichen, lateinischen Westen, insbesondere an den Universitäten, weitverbreitet; 31 Handschriften (unter anderem in der Bibl. National de France, Paris und Vatican, Palatinus latinus) haben sich erhalten. Eine Edition des Textes erschien 1490 durch Philippus Pincius und wenig später durch Hieronymus Surianus in Venedig. Dieser Text wird im Buch Vivian Nuttons dem arabischen Text gegenübergestellt.

## Textausgaben und Übersetzung
- C. J. Larrain: Ein bislang unbekanntes griechisches Fragment der Galen zugeschriebenen Schrift „Περί τῶν άπορῶν κινἠσεων“. In: Philologus. Band 137, 1993, S. 265–273.
- Vivian Nutton: Galen. On problematical movements. Cambridge University Press, Cambridge 2011.